# Šósecuka ni naró
Šósecuka ni naró (japonsky 小説家になろう; v překladu Staňte se romanopiscem) je japonská literární webová stránka, kterou tvoří uživatelé svými romány. Založil ji Jusuke Umezaki a byla spuštěna 2. dubna 2014. Uživatelé na ni mohou bezplatně přidávat svá díla, která čtenáři mohou bezplatně číst. K roku 2014 se na stránce nacházelo více než 400 000 románů. Zároveň jej navštívily 4 miliony neregistrovaných, tzv. jedinečných, uživatelů a měsíční zobrazení stránky dosáhlo necelé jedné miliardy. V březnu 2015 bylo na stránce zaregistrováno více než 550 000 uživatelů. K roku 2019 činilo měsíční zobrazení stránky 2 miliardy a navštívilo ji přibližně 14 milionů neregistrovaných uživatelů.
Práva desítek knižních sérií byla odkoupena různými nakladatelstvími. Velmi úspěšnou odkoupenou knižní sérií je například Log Horizon, která započala publikaci v roce 2010 a roku 2011 ji koupilo nakladatelství Enterbrain, nebo Mahóka kókó no rettósei, která započala publikaci v roce 2008 a roku 2011 ji koupilo nakladatelství ASCII Media Works.

## Vybraná tvorba
| Název                                                                                              | Autor                | Vydáváno | Vydáváno | Práva získána                     | Adaptace                                              | Zdroje |
| Název                                                                                              | Autor                | Od       | Do       | Práva získána                     | Adaptace                                              | Zdroje |
| -------------------------------------------------------------------------------------------------- | -------------------- | -------- | -------- | --------------------------------- | ----------------------------------------------------- | ------ |
| Arifureta šokugjó de sekai saikjó                                                                  | Rjó Širakome         | 2013     | dosud    | Overlap                           | Několik mang, prequelová light novela a anime seriál. | [ 5 ]  |
| Cooking with Wild Game                                                                             | EDA                  | 2014     | dosud    | Hobby Japan                       | Manga.                                                |        |
| Cuki ga mičibiku isekai dóčú                                                                       | Kei Azumi            | 2012     | 2016     | AlphaPolis                        | Manga a anime seriál.                                 |        |
| Číto kusuši no suró raifu: Isekai ni cukuró doraggusutoa                                           | Kennodži             | 2016     | 2020     | Hifumi Šobó                       | Manga a anime seriál.                                 |        |
| Death March kara hadžimaru isekai kjósókjoku                                                       | Hiro Ainana          | 2013     | dosud    | Fudžimi Šobó                      | Manga a anime seriál.                                 | [ 6 ]  |
| Džidóhanbaiki ni umarekawatta ore wa meikjú ni samajó                                              | Hirukuma             | 2016     | dosud    | Kadokawa Šoten                    |                                                       |        |
| Gendžicu šugi júša no ókoku saikenki                                                               | Dodžjomaru           | 2014     | 2016     | Overlap                           | Manga a anime seriál.                                 |        |
| Hačinantte, sore wa nai dešó!                                                                      | Y.A.                 | 2013     | 2017     | Media Factory                     | Manga a anime seriál.                                 |        |
| Honzuki no gekokudžó                                                                               | Mija Kazuki          | 2013     | 2017     | TO Books                          | Několik mang a anime seriál.                          |        |
| Infinite Dendrogram                                                                                | Sakon Kaidó          | 2015     | dosud    | Hobby Japan                       | Manga a anime seriál.                                 |        |
| Isekai číto madžucuši                                                                              | Takeru Učida         | 2012     | dosud    | Šufunotomo                        | Manga a anime seriál.                                 |        |
| Isekai izakaja „Nobu“                                                                              | Nacuja Semikawa      | 2012     | dosud    | Takaradžimaša                     | Manga, OVA epizoda a hraný seriál.                    |        |
| Isekai meikjú de Harem o                                                                           | Šači Sogano          | 2011     | 2019     | Šufunotomo                        | Manga a anime seriál.                                 |        |
| Isekai šokudó                                                                                      | Džunpei Inuzuka      | 2013     | dosud    | Šufunotomo                        | Manga a anime seriál.                                 |        |
| Isekai wa sumátofon to tomo ni.                                                                    | Patora Fujuhara      | 2013     | dosud    | Hobby Japan                       | Manga a anime seriál.                                 | [ 7 ]  |
| Itai no wa ija nano de bógjorjoku ni kjokufuri šitai to omoimasu.                                  | Júmikan              | 2016     | dosud    | Fudžimi Šobó                      | Manga a anime seriál.                                 |        |
| Kaifuku džucuši no jarinaoši                                                                       | Rui Cukijo           | 2016     | dosud    | Kadokawa Šoten                    | Manga a anime seriál.                                 |        |
| Kami-tači ni hirowareta otoko                                                                      | Roy                  | 2014     | dosud    | Hobby Japan                       | Manga a anime seriál.                                 |        |
| Kendža no deši o nanoru kendža                                                                     | Hirocugu Rjúsen      | 2012     | dosud    | Micro Magazine                    | Manga a anime seriál.                                 |        |
| Kendža no mago                                                                                     | Cujoši Jošioka       | 2015     | dosud    | Enterbrain                        | Manga a anime seriál.                                 | [ 8 ]  |
| Kimi no suizó o tabetai                                                                            | Joru Sumino          | 2014     | 2014     | Futabaša                          | Manga, anime film a hraný film.                       |        |
| Knight's & Magic                                                                                   | Hisago Amazake-no    | 2010     | dosud    | Šufunotomo                        | Manga a anime seriál.                                 |        |
| KonoSuba                                                                                           | Nacume Akacuki       | 2012     | 2013     | Kadokawa Šoten                    | Spin-offová light novela, manga a anime seriál.       |        |
| Kóšaku reidžó no tašinami                                                                          | Reia                 | 2015     | 2017     | Fudžimi Šobó                      | Manga.                                                | [ 9 ]  |
| Kuma kuma kuma Bear                                                                                | Kumanano             | 2014     | dosud    | Šufu to Seikacu Ša                | Manga a anime seriál.                                 |        |
| Kumo desu ga, nani ka?                                                                             | Okina Baba           | 2015     | dosud    | Fudžimi Šobó                      | Manga a anime seriál.                                 |        |
| Kusurija no hitorigoto                                                                             | Nacu Hjúga           | 2011     | dosud    | Šufunotomo                        | Dvě mangy.                                            |        |
| Leadale no daiči nite                                                                              | Ceez                 | 2010     | 2012     | Enterbrain                        | Manga a anime seriál.                                 |        |
| Log Horizon                                                                                        | Mamare Tóno          | 2010     | dosud    | Enterbrain                        | Několik mang a anime seriál.                          |        |
| Mahóka kókó no rettósei                                                                            | Cutomu Sató          | 2008     | 2011     | ASCII Media Works                 | Několik mang a anime seriál.                          |        |
| Maó gakuin no futekigóša                                                                           | Šu                   | 2017     | dosud    | ASCII Media Works                 | Manga a anime seriál.                                 |        |
| Maó-sama, Retry!                                                                                   | Kurone Kanzaki       | 2016     | dosud    | Futabaša                          | Manga a anime seriál.                                 |        |
| Mušoku tensei                                                                                      | Rifudžin na Magonote | 2012     | 2015     | Media Factory                     | Manga a anime seriál.                                 |        |
| Nidome no džinsei o isekai de                                                                      | MINE                 | 2014     | 2018     | Hobby Japan                       | Manga.                                                |        |
| Ore dake haireru kakuši dandžon                                                                    | Meguru Seto          | 2017     | dosud    | Kódanša                           | Manga a anime seriál.                                 |        |
| Otome Game no hamecu Flag šika nai akujaku reidžó ni tensei šitešimatta…                           | Satoru Jamaguči      | 2014     | dosud    | Ičidžinša                         | Dvě mangy a anime seriál.                             |        |
| Otomegé sekai wa Mob ni kibišii sekai desu                                                         | Jomu Mišima          | 2017     | dosud    | Micro Magazine                    | Manga.                                                |        |
| Overlord                                                                                           | Kugane Marujama      | 2012     | dosud    | Enterbrain                        | Manga a anime seriál.                                 |        |
| Re:Zero kara hadžimeru isekai seikacu                                                              | Tappei Nagacuki      | 2012     | dosud    | Media Factory                     | Několik mang a anime seriál.                          |        |
| Saikjó mahóši no inton keikaku                                                                     | Izuširo              | 2015     | dosud    | Hobby Japan                       | Manga.                                                |        |
| Seidžo no marjoku wa bannó desu                                                                    | Juka Tačibana        | 2016     | dosud    | Fudžimi Šobó                      | Manga a anime seriál.                                 |        |
| Seirei gensóki                                                                                     | Juri Kitajama        | 2014     | dosud    | Hobby Japan                       | Dvě mangy a anime seriál.                             |        |
| Suraimu taošite 300-nen, širanai uči ni reberu makkusu ni nattemašita                              | Kisecu Morita        | 2016     | dosud    | SB Creative                       | Manga, tři spin-offové light novely a anime seriál.   |        |
| Šidžó saikjó no Daimaó, murabito a ni tensei suru                                                  | Mjódžin Kató         | 2017     | dosud    | Fudžimi Šobó                      | Manga.                                                |        |
| Šikkakumon no saikjó kendža                                                                        | Šinkóšotó            | 2016     | dosud    | SB Creative                       | Manga a anime seriál.                                 |        |
| Šin no nakama džanai to júša no Party o oidasareta node, henkjó de Slow Life suru koto ni šimašita | Zappon               | 2017     | dosud    | Kadokawa Šoten                    | Manga a anime seriál.                                 |        |
| Šinka no mi: Širanai uči ni kačigumi džinsei                                                       | Miku                 | 2014     | dosud    | Futabaša                          | Manga a anime seriál.                                 |        |
| Tate no júša no nariagari                                                                          | Aneko Jusagi         | 2012     | 2015     | Media Factory                     | Manga a anime seriál.                                 |        |
| Tensei šitara ken dešita                                                                           | Jú Tanaka            | 2015     | dosud    | Micro Magazine                    | Manga.                                                |        |
| Tensei šitara slime datta ken                                                                      | Fuse                 | 2013     | 2016     | Micro Magazine                    | Dvě mangy a anime seriál.                             |        |
| Uči no ko no tame naraba, ore wa mošikašitara maó mo taoseru kamo širenai.                         | Chirolu              | 2014     | dosud    | Hobby Japan                       | Manga a anime seriál.                                 |        |
| Wataši, nórjoku wa heikinči dette itta jo ne!                                                      | FUNA                 | 2016     | dosud    | Taibundó Earth Star Entertainment | Manga a anime seriál.                                 | [ 10 ] |